# William Drayton (Politiker)

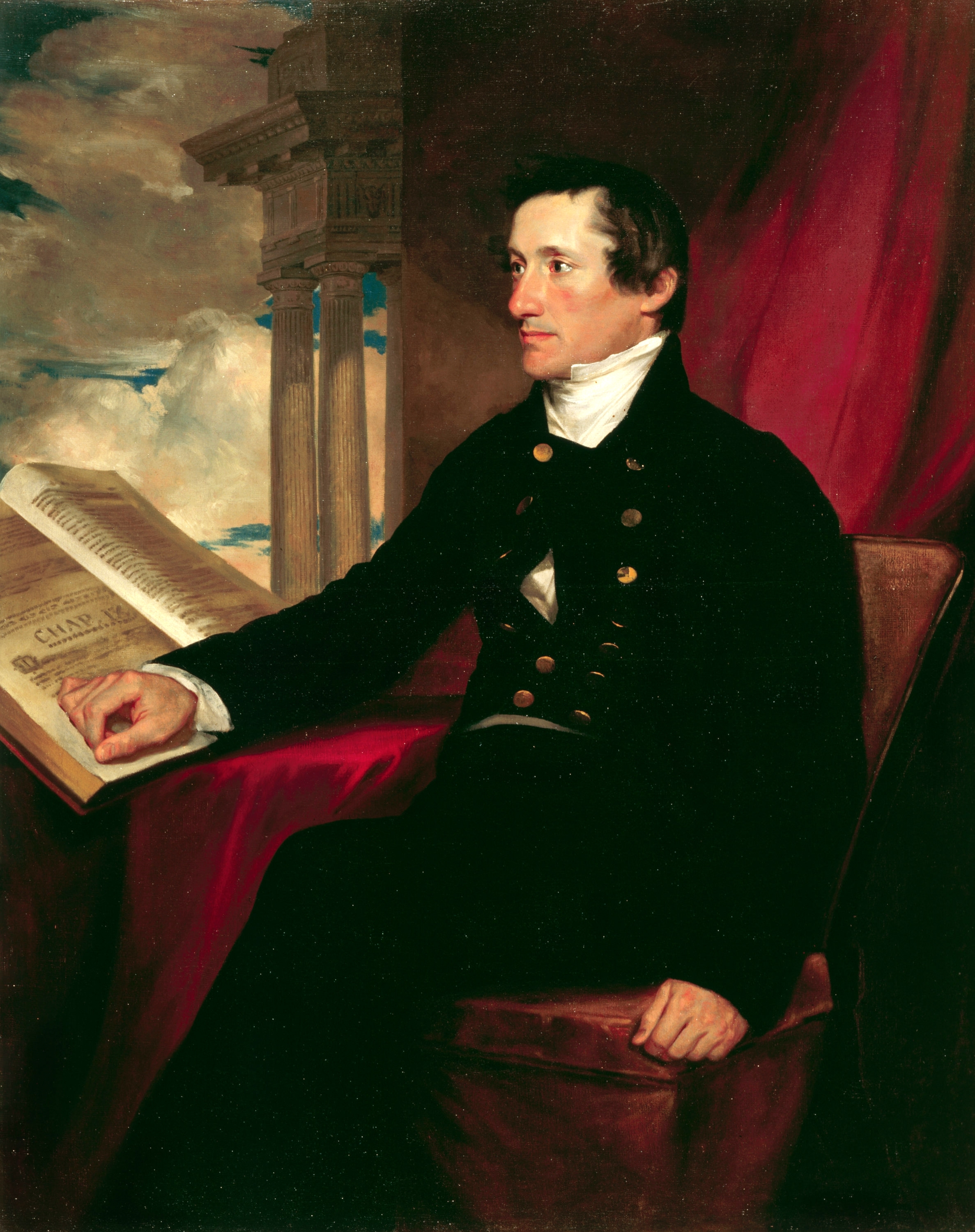
William Drayton (1818, Gemälde von Samuel F. B. Morse)

William Drayton (* 30. Dezember 1776 in St. Augustine, britische Kolonie Ostflorida; † 24. Mai 1846 in Philadelphia, Pennsylvania) war ein US-amerikanischer Politiker. Zwischen 1825 und 1833 vertrat er den Bundesstaat South Carolina im US-Repräsentantenhaus.

## Werdegang
William Drayton war ein Cousin von William Henry Drayton (1742–1779), der in den Jahren 1778 und 1779 als Delegierter am Kontinentalkongress teilnahm. Er besuchte zunächst einige Schulen in England. Im Jahr 1790 kehrte er in die Vereinigten Staaten zurück und ließ sich in Charleston (South Carolina) nieder. Nach einem anschließenden Jurastudium und seiner im Dezember 1797 erfolgten Zulassung als Rechtsanwalt begann er in Charleston in seinem neuen Beruf zu arbeiten. Gleichzeitig schlug er eine politische Laufbahn ein. Zwischen 1806 und 1808 war er Abgeordneter im Repräsentantenhaus von South Carolina. Während des Britisch-Amerikanischen Krieges von 1812 diente er in der United States Army. Dabei stieg er bis zum Generalinspektor auf.
Nach dem Krieg arbeitete Drayton zunächst wieder als Anwalt in Charleston. Zwischen 1819 und 1824 war er Ratsschreiber (Recorder) dieser Stadt. In den 1820er Jahren schloss er sich Andrew Jackson und dessen Bewegung, aus der die Demokratische Partei hervorging, an. Nach dem Rücktritt des Kongressabgeordneten Joel Roberts Poinsett wurde Drayton im ersten Wahlbezirk von South Carolina als dessen Nachfolger in das US-Repräsentantenhaus in Washington, D.C. gewählt. Dort trat er am 17. Mai 1825 sein neues Mandat an. Nach drei Wiederwahlen konnte er bis zum 3. März 1833 im Kongress verbleiben. Ab 1827 war er Vorsitzender des Militärausschusses. Drayton lehnte nach dem Amtsantritt des neuen Präsidenten  Jackson dessen Angebot, Kriegsminister zu werden, ebenso ab wie die ihm angetragene Stelle des Botschafters in England. Während der Nullifikationskrise unterstützte Drayton Präsident Jackson und die Bundesregierung.
Im August 1833 zog er nach Philadelphia in Pennsylvania. Dort verfasste er eine Abhandlung zu Gunsten der Sklaverei. In den Jahren 1840 und 1841 war Drayton Präsident der Bundesbank. Er starb am 24. Mai 1846 in Philadelphia. Während des Bürgerkrieges waren zwei seiner Söhne Offiziere, die auf verschiedenen Seiten kämpften: Percival war Offizier der US Navy, Thomas gehörte als Brigadegeneral dem konföderierten Heer an.